# Xorilbia lamellifer
Espèce
Synonymes
- Albiorix lamellifer Mahnert, 1985

Xorilbia lamellifer est une espèce de pseudoscorpions de la famille des Ideoroncidae.

## Distribution
Cette espèce est endémique d'Amazonas au Brésil,.

## Systématique et taxinomie
Cette espèce a été décrite sous le protonyme Albiorix lamellifer par Mahnert en 1985. Elle est placée dans le genre Pseudalbiorix par Harvey et Mahnert en 2006.

## Publication originale
- Mahnert, 1985 : Weitere Pseudoskorpione (Arachnida) aus dem zentralen Amazonasgebiet (Brasilien). Amazoniana, vol. 9, p. 215-241 (texte intégral).